# Rafał Jewtuch
Marcin Rafał Jewtuch (ur. 17 kwietnia 1973 w Warszawie) – polski snookerzysta, komentator. Czterokrotny mistrz Polski i zwycięzca wielu innych turniejów krajowych. Jego najwyższy break turniejowy to 125 punktów, treningowy – 147.  
Poza czynnym rozgrywaniem meczów, komentuje je również na kanale Eurosport, najczęściej w parze wspólnie z Przemysławem Krukiem.
16 czerwca 2007 rozegrał pojedynek turniejowy z mistrzem świata 2007 Johnem Higginsem. Gracze spotkali się w pierwszej rundzie nierankingowego turnieju Warsaw snooker Tour. Jewtuch przegrał 2:4 uzyskując swój najwyższy break w meczu o wartości 59 punktów.
9 marca 2008 odniósł zwycięstwo w innym zaproszeniowym turnieju Klimat Cup, pokonując w finale miejscowego zawodnika Krzysztofa Kubasa 5:2.
Jako ulubionego snookerzystę wymienia Aleksa Higginsa. 

## Osiągnięcia w turniejach

### Turniejemistrzowskie
| Rok  | Turniej            | Miejsce turnieju    | Osiągnięcie |
| ---- | ------------------ | ------------------- | ----------- |
| 1996 | Mistrzostwa Polski | Kalisz              | półfinał    |
| 1997 | Mistrzostwa Polski | Wrocław             | zwycięzca   |
| 1998 | Mistrzostwa Polski | Warszawa            | last 16     |
| 2000 | Mistrzostwa Polski | Kalisz              | II miejsce  |
| 2001 | Mistrzostwa Polski | Warszawa            | ćwierćfinał |
| 2002 | Mistrzostwa Polski | Kalisz              | półfinał    |
| 2003 | Mistrzostwa Polski | Warszawa            | zwycięzca   |
| 2004 | Mistrzostwa Polski | Warszawa            | II miejsce  |
| 2005 | Mistrzostwa Polski | Ostrów Wielkopolski | II miejsce  |
| 2006 | Mistrzostwa Polski | Warszawa            | zwycięzca   |
| 2007 | Mistrzostwa Polski | Kalisz              | last 16     |
| 2008 | Mistrzostwa Polski | Warszawa            | zwycięzca   |
| 2009 | Mistrzostwa Polski | Lublin              | ćwierćfinał |
| 2010 | Mistrzostwa Polski | Warszawa            | II miejsce  |
| 2011 | Mistrzostwa Polski | Zielona Góra        | 1/8 finału  |
| 2012 | Mistrzostwa Polski | Warszawa            | 1/8 finału  |

### Turniejezagraniczne
| Rok  | Turniej                     | Miejsce turnieju            | Osiągnięcie  |
| ---- | --------------------------- | --------------------------- | ------------ |
| 2002 | Continental Cup (drużynowy) | Islandia                    | V miejsce    |
| 2005 | Mistrzostwa Europy IBSF     | Ostrów Wielkopolski, Polska | 1/16 finału  |
| 2006 | Mistrzostwa świata IBSF     | Amman, Jordania             | 1/16 finału  |
| 2007 | Mistrzostwa świata IBSF     | Katar                       | faza grupowa |
| 2007 | Euro Tour                   | Ryga, Łotwa                 | III miejsce  |